# Il codice Rebecca
Il codice Rebecca (The Key to Rebecca) è un romanzo thriller storico del 1980 di Ken Follett del genere spy story, il genere preferito da questo scrittore, ad ambientazione storica. Il libro è composto da 3 parti per 28 capitoli complessivi.
Nel 1985 il romanzo è stato trasposto in un'omonima miniserie televisiva, diretta da David Hemmings e interpretata da Cliff Robertson, David Soul e Season Hubley.

## Ideazione
Il romanzo trae parzialmente ispirazione da un fatto realmente accaduto. Mentre faceva ricerche per il suo precedente romanzo La cruna dell'ago, verso la fine degli anni '70, Ken Follett scoprì la storia di Johannes Eppler, una spia nazista con un background culturale per metà tedesco e metà arabo, essendo nato in Germania e cresciuto in Egitto dopo che sua madre si risposò con un ricco egiziano. Eppler operava in una barca sulle rive del Nilo, aiutato nel suo lavoro di spionaggio da una soubrette, e usava un sistema di codici basato sul romanzo di Daphne du Maurier Rebecca.
Come si può quindi dedurre, il personaggio di Alex Wolff è ampiamente ispirato alla figura di Eppler. Tuttavia, mentre nella realtà Eppler alla fine distrusse la sua radiotrasmittente per costruirsi una vita con una prostituta ebrea, Alex Wolff è fortemente devoto alla causa nazista e pronto a tutto pur di portare a termine la sua missione. Inoltre, la missione di Wolff nel romanzo è molto più determinante, ai fini degli equilibri della guerra, di quanto lo fu nella realtà il lavoro di Eppler.
Sebbene il personaggio di Eléne Fontana potrebbe essere ispirato alla prostituta ebrea sopracitata, nel libro di Follett ha una traiettoria differente, in quanto diventa l'interesse amoroso dell'eroe buono del romanzo, il maggiore William Vandam, un personaggio completamente ideato dall'autore. Inoltre, Eléne gioca un ruolo decisivo nella sconfitta di Alex Wolff.

## Trama

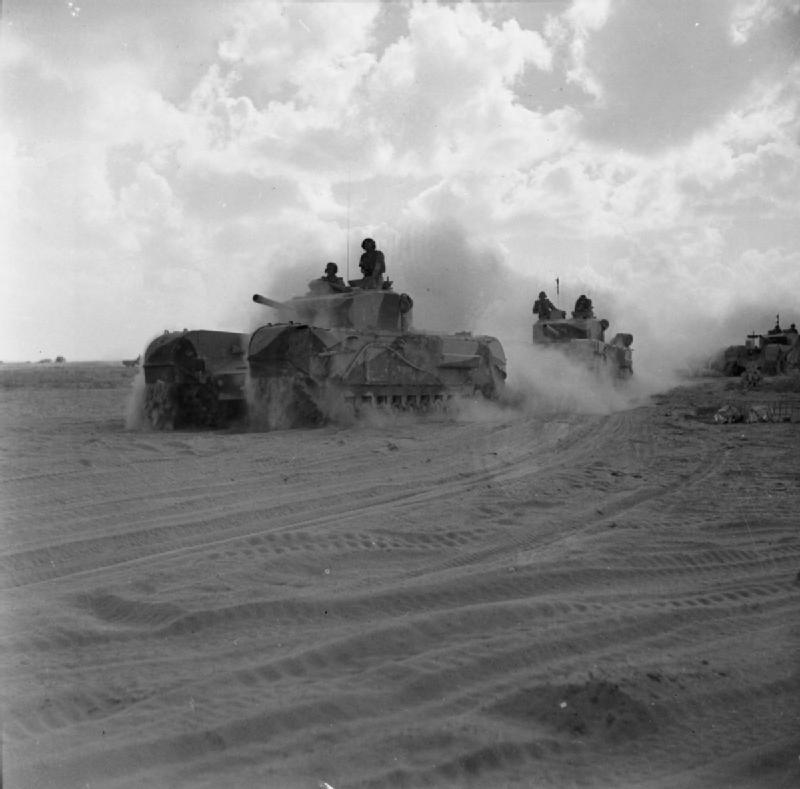
Carri armati inglesi nel deserto durante la campagna del Nordafrica

Estate 1942, Egitto. Rommel ha circondato le forze britanniche in seguito ad una campagna militare che per gli Alleati si è dimostrata disastrosa. Il generale tedesco sembra essere imbattibile. I suoi successi sono anche merito di una spia assolutamente fuori dal comune, Alex Wolff, il cui nome arabo è Achmed Rahmha, che riesce a impadronirsi dei piani strategici dell'esercito britannico e a comunicarli direttamente ai tedeschi. Le sorti della guerra stanno rapidamente per mutare e la Germania nazista presto potrebbe avere il sopravvento e riuscire ad entrare a Il Cairo. Le speranze per gli alleati sono riposte in un ufficiale inglese, il maggiore William Vandam, che cercherà di fermare Wolff rubandogli la chiave del codice segreto, contenuto tra le pagine di Rebecca, il famoso romanzo di Daphne du Maurier, con la quale trasmette i piani alleati ai tedeschi.
Wolff arriva in Egitto dopo una lunga traversata del deserto. Prima di giungere a Il Cairo, fa tappa nella città di Assyut, dove si imbatte in una carovana di nomadi e, in seguito, in una pattuglia inglese, la quale però non sospetta la sua vera identità e anzi si offre di dargli un passaggio in città. Poco dopo però Wolff uccide uno dei soldati e lo strano omicidio viene riportato al controspionaggio britannico. Il maggiore Vandam si mette così alla ricerca di Alex Wolff, seguendo le tracce dei soldi falsi che quest'ultimo utilizza per vivere.
L'unico alleato di Wolff è Sonja el-Aram, una soubrette che vive su una barca e odia profondamente i britannici. Con il suo aiuto, Wolff riesce ad avvicinare Sandy Smith, un maggiore inglese, al quale inizia a carpire di nascosto preziose informazioni. Nel frattempo, Vandam riesce ad assoldare Eléne Fontana, una prostituta di origini ebree, a cui affida il compito di "farsi amico" Wolff. Questo lavoro diventa più difficile quando il rapporto tra Eléne e Vandam si fa sempre più intenso e lei inizia a desiderare di smettere di fare la prostituta. Eléne decide comunque di portare avanti la sua missione per fermare Wolff e impedire che i nazisti conquistino il suo paese.
Il romanzo prosegue con una serie di colpi di scena e con la sfida mozzafiato tra Wolff e Vandam, fino allo scontro finale nel quale si decidono non solo i destini di tutti i personaggi coinvolti, ma anche in parte le sorti della seconda guerra mondiale e, quindi, dell'intera umanità.

## Personaggi

### Personaggi principali
- William Vandam, protagonista del romanzo, ufficiale dei servizi segreti britannici, figlio di un postino, vedovo e con un bambino, assumerà il compito di smascherare Alexander Wolff.
- Elène Fontana, vero nome Abgail Asnani, bella donna di origini ebraiche proveniente da una famiglia molto povera, tanto da essere costretta a fare la prostituta. Dopo l'incontro con Vandam però la sua vita cambia: s'innamora di lui e accetta di aiutarlo nell'impresa di catturare Wolff.
- Alexander Wolff, nome arabo Achmed Rahmha, spia al servizio dell'Abwehr mandata da Rommel a Il Cairo; appartenente a una ricca famiglia che eredita una grande villa. Ha documenti egiziani perché il suo padre acquisito (Gamal), secondo marito della madre, è egiziano (il vero padre, Hans Wolff era tedesco).
- Sonja Fahzi, soubrette di un night, è amica e amante di Alex Wolff e lo aiuta a carpire informazioni dai servizi segreti britannici.
- Sandy Smith (Alexander), maggiore del quartier generale dell'esercito inglese, viene usato inconsapevolmente da Sonja e Wolff che gli rubano preziose informazioni sulle strategie militari britanniche.
- Abdullah, amico egiziano di Wolff, è un ladro, uno degli uomini più ricchi del Cairo.
- Kemel, ragazzo del movimento ribelle per la liberazione dell'Egitto dagli inglesi, fa il poliziotto al Cairo.
- Reggie Bogge, tenente colonnello inglese, superiore di Vandam, responsabile della protezione dei segreti militari.

### Personaggi secondari
- Abdel, zio di Ishmael (fratello del padre).
- Abuthnot Joam, dottoressa chirurgo e capitano.
- Andel Nasser, capo del movimento ribelle per la liberazione dell'Egitto dagli inglesi.
- Angela, moglie di Vandam, figlia di un ricco diplomatico.
- Anwar el-Sadat, ragazzo nel movimento ribelle per la liberazione dell'Egitto dagli inglesi.
- Auchinleck Claude, capo dell'esercito inglese del quartier generale al Cairo.
- Baghdadi, pilota dei ribelli.
- Bayerlein, colonnello tedesco, capo di stato maggiore.
- Briggs, generale inglese.
- Canaris, militare dei servizi segreti di Berlino, a capo dell'Abwehr.
- Cox, caporale della squadra di Newman.
- Eva Wolff, tedesca, moglie di Gamal, madre di Alexander rimane vedova di Hans.
- Fesservy, generale inglese.
- Gaafar, servitore di Vandam, egiziano.
- Gamal Rahmha, padre acquisito di Alexander, avvocato.
- Hans Wolff, marito di Eva, tedesco, è il padre di sangue di Alexander.
- Hesther, moglie di Kemel.
- Ibrahim, gestore di un ristorante al Cairo.
- Hussein Fahmy, amico di scuola di Alexander Wolff.
- Imam, ragazzo giovane, pilota di aerei, sta con i ribelli egiziani.
- Ishmael, amico di Alexander Wolff ("cugino"), hanno compiuto insieme il pellegrinaggio a La Mecca, lo soccorre nel deserto.
- Jakes, il più anziano membro della squadra di William Vandam, è caporale.
- Kesselring, feldmaresciallo, ufficiale di stato maggiore, fondatore della Luftwaffe, odiato da Rommel di cui sarebbe superiore; gode di grande popolarità presso gli italiani.
- Mellenthin, ufficiale servizio informazioni di Rommel.
- Mikis Aristopoulos, proprietario di una bottega di drogherie al Cairo, greco, venticinquenne di bassa statura.
- Nasif, proprietario di un garage ad Assyut.
- Newman, giovane capitano dell'esercito inglese, da un passaggio ad Alexander Wolff senza sapere chi fosse.
- Povey, generale di brigata, direttore del servizio segreto militare inglese.
- Ritchie, generale dell'esercito inglese a comando dell'ottava armata.
- Simkisson, professore di inglese di Willy.
- Slavenburg, nome usato da Alexander quando parla con Sandy.
- Willy (Billy), figlio di 10 anni di Vandam.
- Yasef, fratello di Abdullah.

## Edizioni italiane
- Il codice Rebecca, traduzione di Patrizia Bonomi, Collana Omnibus, Milano, Arnoldo Mondadori Editore, 1981,  p. 359. - Collana Oscar Bestsellers n.1, Mondadori, 1983 2016, ISBN 978-88-046-6708-7; Collana Oscar Bestsellers jumbo, Mondadori, 1995; Collana I MITI n.252, Mondadori, 2003.